# Влисидис, Джон
Джон Мэ́ттью Влиси́дис (Влисси́дес) (англ. John Matthew Vlissides; 2 августа 1961, Вашингтон, округ Колумбия, США — 24 ноября 2005, Уэстчестер, Нью-Йорк, США) — американский учёный в области компьютерной инженерии греческого происхождения, программист, известный главным образом как один из четырёх авторов (именуемых «Бандой четырёх», англ. Gang of Four, сокр. GoF) знаменитой книги по программной инженерии «Приёмы объектно-ориентированного проектирования. Паттерны проектирования» (1994). Являлся сотрудником компании IBM. В знак признания его вклада в информатику, IBM, издательство «Addison-Wesley», геймдизайнер Уильям Пью и группа SIGPLAN (входит в состав Ассоциации вычислительной техники) учредили Премию Джона Влисидиса (англ. John Vlissides Award), ежегодно вручаемую принимающим участие в симпозиуме OOPSLA докторантам с перспективными исследованиями в области прикладного программного обеспечения. Лауреат Премии доктора Добба за отличные успехи в программировании (1998), Премии за достижения в области языков программирования от SIGPLAN (2005) и Премии Даля-Нюгора (2006, посмертно).

## Биография

### Ранние годы, семья и образование
Родился 2 августа 1961 года в Вашингтоне (округ Колумбия, США) в семье греков Мэттью Влисидиса (1922—2010) и Софии Дракулис (1929—2015). Вырос в Маклине (Виргиния). Имел братьев Николаса, Мэттью и сестру Ирини.
Отец Джона, Мэттью Влисидис, родился в 1922 году в Салониках (Королевство Греция). В годы оккупации Греции в период Второй мировой войны сотрудничал с британскими военными. Позднее окончил военную академию в Афинах. В годы гражданской войны в Греции сражался против коммунистических сил. После окончания войны на протяжении ещё нескольких лет оставался в армии, а в 1956 году являлся сотрудником по связям в Вооружённых силах США и Организации Объединённых Наций на Дальнем Востоке. Был награждён орденом «Легион почёта» и высшими военными наградами Греции. В 1960 году поселился в Вашингтонской агломерации, где окончил Католический университет Америки, получив степени бакалавра и магистра наук в области гражданского строительства. Работал в Военно-морском министерстве США и строительной фирме «Page Communications», после чего занялся бизнесом. В 1971—1989 годах управлял компанией «Structural Systems Technology», занимавшейся разработкой и созданием коммуникационных систем для правительств, телевизионных станций и других предприятий, после чего на протяжении 10 лет работал консультантом в этой же сфере. Умер в 2010 году от рака.
В 1979 году окончил среднюю школу в Маклине.
Изучал электротехнику, получив учёные степени бакалавра наук (1983) и магистра наук (1985) в Виргинском университете, а затем доктора философии в Стэнфордском университете (1990).

### Карьера
С 1986 года работал в Стэнфордском университете в качестве инженера-программиста, консультанта, научного ассистента и исследователя.
С 1991 года являлся научным сотрудником Исследовательского центра имени Томаса Дж. Уотсона при IBM. Кроме того, работал консультантом в «Fujitsu America», «Hewlett-Packard» и некоторых других компаниях.
Автор нескольких книг, многих журнальных статей и докладов на конференциях, а также обладатель нескольких патентов.
Сфера интересов: разработка программного обеспечения, ООП-технологии, шаблоны проектирования, программное моделирование.
Умер 24 ноября 2005 года в Уэстчестере (Нью-Йорк) от опухоли головного мозга в возрасте 44 лет.

## Личная жизнь
В браке с Дрю Энн Влисидис имел сыновей Мэттью (род. 1993), Марка (род. 1998), Роберта (род. 2000) и дочь Элен (1996—1997, умерла от гепатобластомы).
Свободно говорил на греческом языке.
Был глубоко религиозным христианином.

## Награды и премии
- 1998 — Премия доктора Добба за отличные успехи в программировании[10].
- 2005 — Премия за достижения в области языков программирования от SIGPLAN[11].
- 2006 — Премия Даля-Нюгора (посмертно)[12].